# Вранча (окръг)
Окръг Вранча e окръг в регион Молдова, Румъния. Площта му е 4857 квадратни километра, а населението – 317 419 души (по приблизителна оценка от януари 2020 г.).
В България е известен най-вече със сеизмичната си активност – земетресението от 1977 г. нанася значителни щети в Северна България. Най-засегнат е Свищов (където загиват над 100 души).

## Градове
- Фокшани
- Аджуд
- Мъръщещ
- Панчу
- Одобещ